# 二硫化硒
二硫化硒（英语：Selenium disulfide）是一种无机化合物，化学式为SeS2。

## 葯用
它可用于药物成分，治療花斑癬与脂溢性皮炎，常作爲洗髮水和乳液的成份，但具有一定毒性。
副作用包括脱发、皮肤刺激、虚弱、疲劳和头发变色，故不建議2~5歲以下兒童使用。
1,2,3-Se3S5是硫化硒的一种，具有环状结构，其它各种比例的硫化硒也都有文献报道。